# Puente Madre
Puente Madre es una localidad del municipio de Villamediana de Iregua, en La Rioja, situado junto al límite municipal con Logroño, entre el barrio logroñés de La Estrella y el río Iregua.

## Demografía reciente
Puente Madre contaba a 1 de enero de 2010 con una población de 191 habitantes: 98 hombres y 93 mujeres.
| Gráfica de evolución demográfica de Puente Madre (localidad) entre 2000 y 2010                   |
|                                                                                                  |
| Población de derecho (2000-2010) según los censos de población del INE a 1 de enero de cada año. |